# Can Ricart (Vilanova i la Geltrú)
Can Ricart és un edifici del municipi de Vilanova i la Geltrú (Garraf) protegit com a bé cultural d'interès local.

## Descripció
És una construcció de grans dimensions, de planta baixa i dos pisos amb terrat a la catalana. Fa cantonada. La façana al carrer de Sant Joan és més llarga que l'altra i presenta la porta d'entrada a l'habitatge, així com una segona porta d'arc de mig punt. És remarcable l'ús del maó vist com a element decoratiu a obertures, cartel·les i barana del coronament, la tribuna de ferro que dona al carrer de Sant Joan i les pintures del vestíbul, força malmeses. La façana lateral és similar a la principal.

## Història
L'any 1901, el propietari, Josep M. Ricart, va sol·licitar permís d'obres per efectuar reformes a l'edifici, segons projecte de l'arquitecte Josep Font i Gumà.